# Moshi Rural
Moshi Rural est l'un des six districts de la région du Kilimandjaro en Tanzanie.